# Marado
Marado (Hangul: 마라도) é uma ilha a 8 km de distância da costa sul de Jeju, no sul da Coreia do Sul, tendo uma área de 0,3 km2. É lar para cerca de 90 pessoas, e a muito é conhecida por seus "homens dóceis e mulheres fortes". A ilha está se tornando um importante destino turístico, graças a suas estranhas formações rochosas, e é conectada ao continente por meio de duas balsas e vários barcos de excursão.
Marado está dentro das fronteiras administrativas de Distrito de Daejeong, na Cidade de Seogwipo, e é considerada, junto com Gapado em Gapa-ri, o ponto mais a sul da Coreia do Sul.
Devido ao seu clima subtropical marinho, a ilha é uma reserva natural. Foi designada como monumento nacional n. 423, em 18 de Julho de 2000.

## Análise
Marado era originalmente inabitada. Ela era conhecida como Keumdo, que significa "ilha proibida". De acordo com um artigo do Choson Ilbo, publicado por Lee Kyu-tae em 1967, a ilha foi ocupada pela primeira vez por uma mulher chamada Kim Seong-oh e seus irmãos em 1880. Como uma pobre camponesa sem terra para plantar, Kim Seong-oh decidiu se mudar para a ilha quando seu pai mencionou a ilha em seu leito de morte. Kim então deixou Jeju com seus dois irmãos, utensílios de plantação e sementes. Eles circularam a ilha três vezes, porque não conseguiam encontrar um lugar para desembarcar. Após cerca de 10 anos, dois pescadores de Torishima, do Reino de Ryukyu, se juntaram a eles.
No entanto, documentos do Condado de Jeju contam outra história sobre Marado. De acordo com a história, os primeiros residentes da ilha vieram viver em Marado em 1883. Um certo Sr. Kim, originalmente vivendo em Daejeong gol, uma pequena vila em Jeju, gastou toda sua fortuna. Seus parentes propuseram que eles se mudassem para Marado. Sim Hyun Taek, na época pastor de Jeju, permitiu que fossem, e Marado foi habitada pela primeira vez. Após independência, a ilha foi administrada por Gapa-ri, Daejeong-eup de Jeju, e registrada como um distrito independente chamado de Marari.

## Litoral

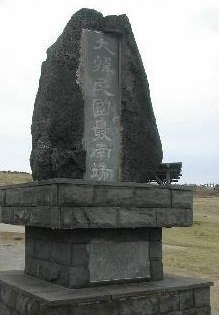
Monumento que marca o ponto mais meridional da Coreia do Sul

Marado é uma ilha com um litoral excepcionalmente rochoso; cavernas maritmas são encontradas na ilha também. O comprimento total do litoral é de 4.2 km. Há um caminho para caminhada ao redor da ilha oferecendo vistas cênicas da costa. Andar a pé ao redor da ilha dura cerca de uma hora.
Devido a erosão marinha, a costa leste consiste de penhascos extremamente íngremes chamados de Gue Jeong por residentes. A altitude dos penhacos estende 39 m e plantas como cactus são encontrados aqui.
Há quatro portos em Marado, chamados Sal-rae duck, Jariduck, Jangsiduck e Sinjak-no. Recursos de pesca são abundantes ao longo do ano, especialmente em Jariduck.